# Margareta av Burgund (fransk drottning)

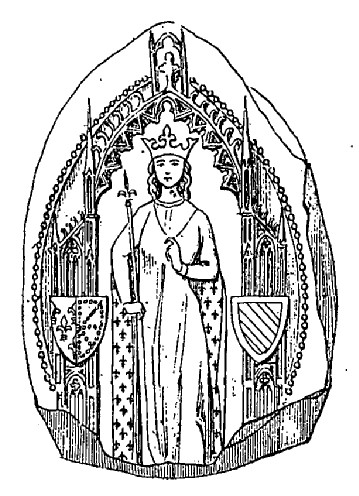
Margareta av Burgund

Margareta av Burgund, (franska: Marguerite de Bourgogne), född 1290, död 14 augusti 1315 var drottning av Frankrike och Navarra genom sitt äktenskap med Ludvig X av Frankrike och Navarra. Hon var mor till Johanna II av Navarra. 

## Biografi
Hon var dotter till Robert II av Burgund och Agnes av Frankrike blev hon gift med Ludvig 1305. 
1314 fängslades Margareta och hennes svägerska Blanche av Burgund under Tour de Nesle-skandalen anklagade för otrohet, fällda av vittnesmål från svägerskan Isabella av Frankrike. Deras påstådda älskare, bröderna de Aunay, torterades, kastrerades och avrättades offentligt, troligtvis flådda följt av rådbråkning och halshuggning. Margareta och Blanche dömdes till livstids fängelse. Filip avled i november samma år och efterträddes därmed av Ludvig, varpå Margareta blev Frankrikes drottning från fångenskapen. Hon avled följande år, enligt misstanke efter Ludvig beordrat hennes död för att kunna gifta om sig och säkra legitim avkomma. Hon var syster till Johanna av Burgund och mor till Johanna II av Navarra. 
I Maurice Druons romanserie De fördömda kungarna är Margareta en central karaktär i den första boken, som beskriver Tour de Nesle-skandalen, och titeln på den andra boken, Den strypta drottningen (La reine etranglée) syftar på hennes död, som explicit porträtteras som mord genom en lönnmördare, anlitad av Mahaut och Robert III av Artois. 